# Emilio Ramos Unamuno
Emilio Ramos Unamuno (1879, Donosti- segle xx, ?) fou un militar espanyol que participà en l'alçament militar de 1936 contra la Segona República seguint ordres dels seus superiors i condemnat a presó per negligència en la defensa de Mallorca.
Ingressà a l'arma d'Infanteria el 1895. El 1916 era capità del Regiment d'Infanteria Cantabria núm. 39 a Andalusia, i fou ascendit a comandant. El 1922, era comandant a Madrid. El gener del 1936 era comandant a la Caixa de Reclutes de Palma i fou ascendit a coronel per antiguitat. Quan s'inicià la Guerra Civil es trobava disponible a Mallorca. El 19 de juliol, quan se n'anà a Barcelona el general Manuel Goded, que era el comandant militar de les Illes Balears i que s'havia adherit a l'alçament militar contra la República, l'anomenà president de la Diputació Provincial. El 9 d'agost, ocupà, a més, els càrrecs de comandant militar de la plaça de Palma i inspector de milícies nacionals, després anomenades milícies ciutadanes. Quan es produí el desembarcament republicà a la zona de Portocristo (16 d'agost de 1936), fou cap d'operacions amb base a Manacor i comandà les tropes que s'oposaven als desembarcats. El 30 d'agost, fou rellevat del comandament pel tinent coronel Luis García Ruiz per mostrar poc entusiasme vers el moviment nacional. El 7 d'octubre dimití com a president de la Diputació i com a comandant militar de Palma. Fou reclòs per les autoritats nacionals, amb l'acusació de negligència, dins la causa contra el comandament de Mallorca. El consell de guerra es dugué a terme el desembre de 1936 i fou retirat del servei.